# Aleksandr Plakin
Aleksandr Wasiljewicz Plakin (ros. Александр Васильевич Плякин, ur. 6 grudnia?/19 grudnia 1905 w Saratowie, zm. 7 lutego 1971 w Wołgogradzie) – radziecki wojskowy, podpułkownik, Bohater Związku Radzieckiego (1945).

## Życiorys
Urodził się w rodzinie robotniczej. W 1928 ukończył artystyczne technikum przemysłowe, 1928–1929 i ponownie 1936–1955 służył w Armii Czerwonej. Od sierpnia 1942 uczestniczył w wojnie z Niemcami w składzie 62 Armii/8 Gwardyjskiej Armii na Froncie Stalingradzkim, potem Dońskim, Południowo-Zachodnim, 3 Ukraińskim i 1 Białoruskim jako dowódca 246 gwardyjskiego pułku piechoty 82 Gwardyjskiej Dywizji Piechoty w stopniu majora. Brał udział w bitwie pod Stalingradem, wyzwalaniu Ukrainy, Polski i walkach na terytorium Niemiec, m.in. w walkach o Poznań i Kostrzyn, w których wyróżnił się jako dowódca pułku, za co został odznaczony Złotą Gwiazdą Bohatera Związku Radzieckiego. Po wojnie kontynuował służbę w armii do roku 1955, gdy został zwolniony w stopniu podpułkownika.

## Odznaczenia
- Złota Gwiazda Bohatera Związku Radzieckiego (31 maja 1945)
- Order Lenina (31 maja 1945)
- Order Czerwonego Sztandaru (trzykrotnie, 1945, 1945 i 1956)
- Order Wojny Ojczyźnianej II klasy (1944)
- Order Czerwonej Gwiazdy (dwukrotnie, 1943 i 1952)
- Medal „Za Odwagę” (1943)
- Medal „Za zasługi bojowe” (1945)
- Medal „Za obronę Stalingradu”
- Medal „Za zdobycie Berlina”
- Medal „Za wyzwolenie Warszawy”
- Krzyż Walecznych (Polska Ludowa)
- Medal za Warszawę 1939–1945 (Polska Ludowa)

I trzy inne medale.